# Craós
Los craós o krahôs son una etnia indígena que habita en el área que comprende los límite entre los estados do Maranhão, Piauí y Tocantins, en Brasil. Se llaman a sí mismos Mehim. Hablan el idioma timbira, de la familia Ye.
Sus primeros contactos con los europeos ocurrieron a comienzos del siglo XIX, cuando la población craó alcanzaba más de 3 mil persona. Para 1852, la población había decrecido drásticamente debido a las muertes causadas por las epidemias entre 1849 y 1850, alcanzando tan sólo seiscientos veinte personas. Luego de que los Krahô atacaron una hacienda en 1809, fueron asaltados en represalia y fueron tomaron como prisioneros más de setenta indígenas, que fueron remitidos a São Luis. En 1940, durante un ataque de tres hacendados a dos comunidades Krahô fueron asesinados veintiséis indígenas. Tras la denuncia de la masacre, el interventor del Estado de Goiás delimitó a través de decreto la Tierra Indígena de los Krahô, la cual fue homologada en 1990 por el gobierno federal. Desde entonces se registró un crecimiento paulatino de la población.
Las comunidades Krahô siguen el ideal de la disposición de las casas a lo largo de una gran vía circular, donde cada una de las viviendas esta ligada con el patio central por medio de un pequeño camino. Una casa junto con las contiguas a las constituye un segmento residencial. Un grupo doméstico es coordinado por el suegro y es formado por varias familias nucleares de sus hijas y yernos. Los miembros de cada familia nuclear comen separadamente.y detentan una chagra o un pedazo de chagra.
Cultivan, batata, mandioca, maíz maní y ahuyama. 